# 庫里卡

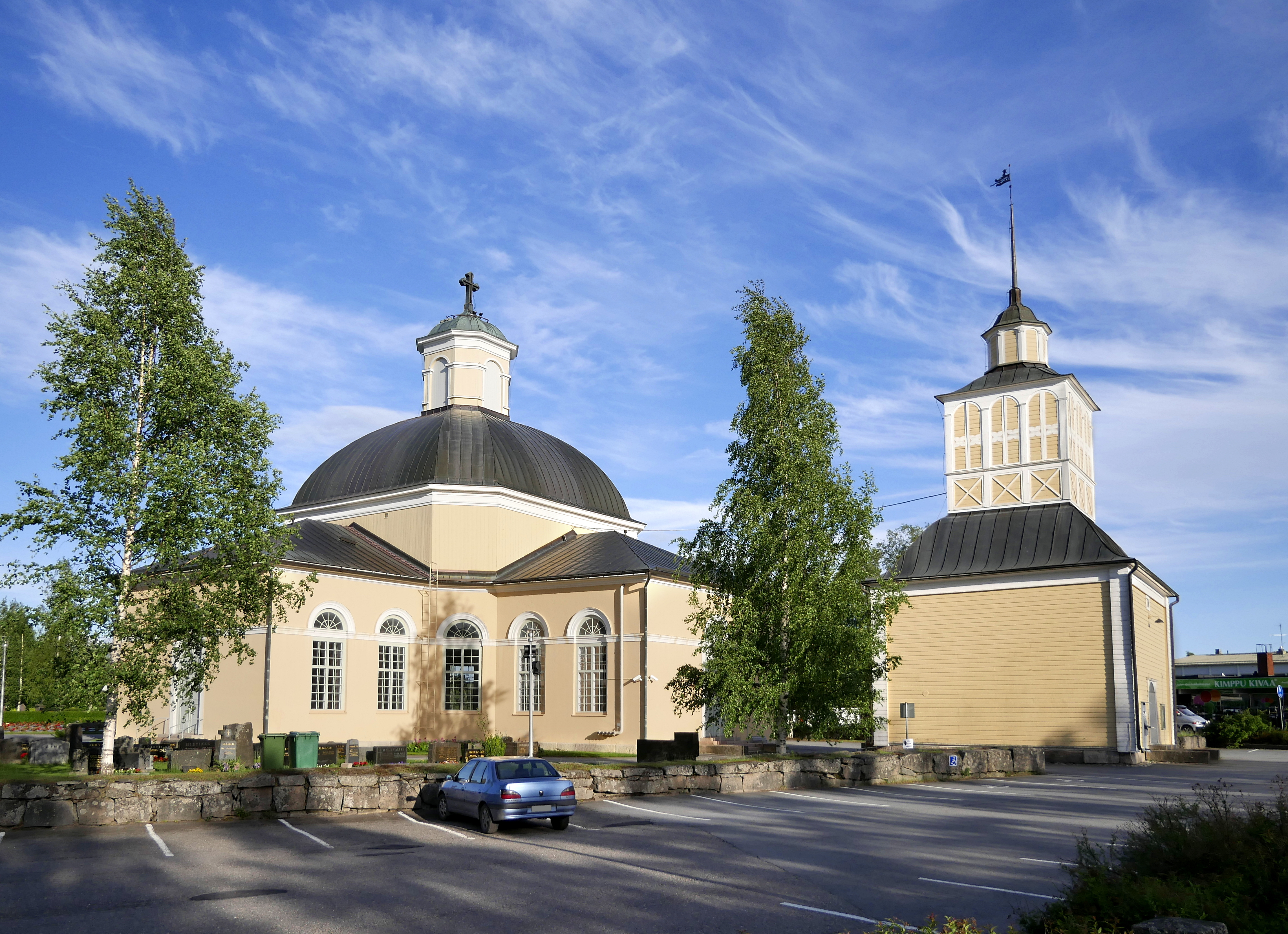
库里卡教堂

庫里卡（芬蘭語：Kurikka）是芬蘭的城鎮，位於該國西部，距離塞伊奈約基約30公里，由南博滕區負責管轄，面積913.45平方公里，2012年人口14,478，其中約99%居民的母語是芬蘭語。

## 外部連結
- 库里卡市官方网站 （页面存档备份，存于） （文）